# Таппе (Марказі)
Таппе (перс. تپه) — село в Ірані, у дегестані Мальмір, у бахші Сарбанд, шагрестані Шазанд остану Марказі. За даними перепису 2006 року, його населення становило 18 осіб, що проживали у складі 6 сімей.

## Клімат
Середня річна температура становить 10,94°C, середня максимальна – 30,43°C, а середня мінімальна – -12,14°C. Середня річна кількість опадів – 296 мм.
| Клімат поселення                              | Клімат поселення | Клімат поселення | Клімат поселення | Клімат поселення | Клімат поселення | Клімат поселення | Клімат поселення | Клімат поселення | Клімат поселення | Клімат поселення | Клімат поселення | Клімат поселення | Клімат поселення |
| Показник                                      | Січ.             | Лют.             | Бер.             | Квіт.            | Трав.            | Черв.            | Лип.             | Серп.            | Вер.             | Жовт.            | Лист.            | Груд.            |                  |
| Середній максимум, °C                         | 5,64             | 7,67             | 12,04            | 18,68            | 23,83            | 28,82            | 30,30            | 30,43            | 25,37            | 19,21            | 12,18            | 6,74             |                  |
| Середня температура, °C                       | −3,26            | −1,22            | 3,14             | 9,80             | 14,93            | 19,93            | 24,23            | 24,37            | 19,31            | 13,15            | 6,12             | 0,67             |                  |
| Середній мінімум, °C                          | −12,14           | −10,09           | −5,74            | 0,90             | 6,07             | 11,04            | 18,18            | 18,31            | 13,25            | 7,09             | 0,07             | −5,39            |                  |
| Норма опадів, мм                              | 47               | 41               | 54               | 39               | 32               | 6                | 1                | 1                | 0                | 6                | 27               | 42               |                  |
| Середньомісячна швидкість вітру, м/с          | 1.46             | 2.54             | 2.92             | 2.94             | 2.53             | 2.37             | 2.34             | 2.22             | 2.18             | 1.96             | 1.90             | 1.61             |                  |
| Середньомісячна сонячна радіація, кДж/м²·день | 9455             | 12569            | 15221            | 18451            | 22492            | 27026            | 25980            | 24286            | 21494            | 16067            | 11270            | 9157             |                  |
| --------------------------------------------- | ---------------- | ---------------- | ---------------- | ---------------- | ---------------- | ---------------- | ---------------- | ---------------- | ---------------- | ---------------- | ---------------- | ---------------- | ---------------- |
| Джерело:                                      |                  |                  |                  |                  |                  |                  |                  |                  |                  |                  |                  |                  |                  |